# Berg Altena
Berg Altena – dzielnica (wijk) miasta Willemstad, w dystrykcie Willemstad, w kraju autonomicznym Curaçao, należącym do Holandii, w Ameryce Południowej. 20 października 2023 r. liczyła 2661 mieszkańców.  

## Osady
W skład dzielnicy wchodzi dziesięć osad (buurt):
| Lp. | Nazwa            | Powierzchnia km² | Liczba mieszkańców |
| --- | ---------------- | ---------------- | ------------------ |
| 1.  | Batavierwijk     | 0,01             | 71                 |
| 2.  | Cher Asile       | 0,18             | 751                |
| 3.  | Cocowijk         | 0,03             | 116                |
| 4.  | Coronet          | 0,05             | 222                |
| 5.  | La Famawijk      | 0,06             | 88                 |
| 6.  | Monte Verde      | 0,08             | 549                |
| 7.  | Nieuw Nederland  | 0,04             | 294                |
| 8.  | Paradijs bij Hel | 0,13             | 59                 |
| 9.  | Parerawijk       | 0,07             | 220                |
| 10. | Zeewijk/Pen      | 0,13             | 119                |